# Joan Holland
Joan Holland (1350 – ottobre 1384) è stata una nobile inglese, che fu Duchessa consorte di Bretagna e Contessa consorte di Montfort, dal 1366 e poi, Contessa consorte di Richmond, dal 1372 alla sua morte.

## Origine
Era figlia di Tommaso Holland, primo Conte di Kent della sesta creazione e della quarta contessa di Kent, della quinta creazione, Giovanna di Kent, che era figlia di Edmondo Plantageneto, I conte di Kent, della quinta creazione, e di Margaret Wake, terza baronessa Wake di Liddell.
Tommaso Holland era figlio di Robert de Holland, I barone di Holand e di Maud la Zouche.

## Biografia
Nel 1352, la madre, Giovanna, alla morte del fratello, Giovanni Plantageneto, III conte di Kent, della quinta creazione, gli succedette nel titolo, e suo padre Tommaso fu creato conte di Kent (sesta creazione).
Suo padre, Tommaso, morì in Normandia, nel dicembre 1360.
Sua madre, Giovanna rimasta vedova (Johannam comitissam Canciæ relictam domini Thomæ de Holand), secondo il Chronicon a Monachi Sancti Albani, nel 1361, sposò il principe di Galles, Edoardo (Edwardus princeps Walliæ), figlio primogenito ed erede del re d'Inghilterra, Edoardo III; in quanto figliastra di Edoardo il Principe Nero, fu anche chiamata, Giovanna d'Inghilterra.
Giovanna sposò, a Londra, nel maggio del 1366, il Duca di Bretagna e Conte di Montfort, Giovanni V, al suo secondo matrimonio; il matrimonio di Giovanni (Johannes dux Britanniæ comes Montisfortis et Richemundiæ) e Giovanna (Johannam filiam principisse Galliæ et Aquitaniæ) viene riportato dal Chronicon Britanicum. Secondo le Mémoires pour servir de preuves à l'Histoire ecclésiastique et civile de Bretagne, Tome I, Giovanni era l'unico figlio maschio del Conte di Richmond, duca pretendente di Bretagna e conte di Penthièvre, Giovanni IV e della moglie, Giovanna, figlia del Conte di Nevers, Luigi I, e della moglie, la Contessa di Rethel, Giovanna.
Dopo che la guerra dei cent'anni tra francesi ed inglesi era ripresa, nel 1372, suo marito, Giovanni, aveva accolto le truppe inglesi che, sconfitte si erano ritirate lungo la Loira ed erano giunte in Bretagna e tradendo l'omaggio che aveva reso al re di Francia, Carlo V, ritornò all'alleanza inglese, ed Edoardo III, gli inviò delle truppe; fu in quel periodo che Giovanni fu creato (ottava creazione) conte di Richmond.
Nel 1384, nel mese di settembre, poco prima di morire, Giovanna (Jehanne Duchesse de Bretagne Comtesse de Montfort et de Richemont) redasse un testamento, in cui lasciava i suoi possedimenti inglesi al fratello, Thomas Holland, II conte di Kent (le Comte de Kent nostre frere) ad eccezione della contea di Richmond (Comté de Richemont), che continuava ad essere goduta dal marito (mondit Seigneur èpoux le Duc de Bretagne), inoltre chiede di essere sepolta nell'abbazia Notre-Dame de Prières a Billiers (ou moustier de Nostre-Dame de Prieres en l´Evesché de Vannes et de l´ordre de Citeaux); il testamento e riportato nelle Mémoires pour servir de preuves à l´histoire ecclésiastique et civile de Bretagne, Tome II.
Giovanna morì prima della fine di quell'anno.
Giovanna a Giovanni non diede figli.

### Fonti primarie
- (LA)  Rerum Gallicarum et Francicarum Scriptores, tomus XXI.
- (LA, FR)  Mémoires pour servir de preuves à l´histoire ecclésiastique et civile de Bretagne, Tome I.
- (LA, FR)  Mémoires pour servir de preuves à l´histoire ecclésiastique et civile de Bretagne, Tome II.
- (LA)  Chronicon a Monachi Sancti Albani.

### Letteratura storiografica
- A. Coville, "Francia: la guerra dei cent'anni (fino al 1380)", cap. XVI, vol. VI (Declino dell'impero e del papato e sviluppo degli stati nazionali) della Storia del Mondo Medievale, 1999, pp. 608–641.